# Make It wit Chu
«Make It wit Chu» (в пер. с англ. Сделать это с тобой остроумно) — песня американской рок-группы Queens of the Stone Age. В конце октября 2007 года, незадолго до Хэллоуина, композиция была выпущена как третий коммерческий сингл из пятого студийного альбома Era Vulgaris.

## О сингле

### Запись
Первоначальный вариант песни был записан музыкантами в феврале 2003 года, в рамках сайд-проекта Queens of the Stone Age The Desert Sessions. В сентябре того же года композиция, носившая тогда ещё название «I Wanna Make It wit Chu», была издана на сборнике Volumes 9 & 10. В ноябре 2005 трек выпущен в составе концертного видеоальбома Queens of the Stone Age Over the Years and Through the Woods. При работе над пластинкой Era Vulgaris музыканты приняли решение включить песню в трек-лист; при этом композиция была полностью перезаписана, а также было изменено название на более короткое — «Make It wit Chu».

### Анонс и выпуск
В августе 2007 года «Make It wit Chu» был объявлен третьим международным синглом из Era Vulgaris. Его выход был запланирован на октябрь. До этого, 28 сентября, сингл был выпущен ограниченным тиражом в Германии. Позже, в NME появилась информация о би-сайдах «Make It wit Chu». Помимо заглавного трека в сингл вошли две кавер-версии: «White Wedding» Билли Айдола (издавалась как бонус-трек Era Vulgaris) и «Needles in the Camel’s Eye» Брайана Ино. Согласно интервью Queens of the Stone Age SuicideGirls в записи последнего кавера принимал участие Бобби Гиллеспи.
9 сентября 2007 на вручении премии MTV Video Music Awards песня исполнялась Джошом Хомме и Троем Ван Левеном, совместно с Си Ло Грином (в качестве вокалиста) и Дэйвом Гролом (как барабанщик).
Композиция была достаточно положительно встречена аудиторией. В списке 100 лучших песен 2007 года по версии журнала Rolling Stone «Make It wit Chu» заняла 60 место.
В 2009 году «Make It wit Chu» была использована как играбельный трек в музыкальной компьютерной игре Guitar Hero 5.

Кадр из клипа «Make It wit Chu»

### Видеоклип
Музыкальное видео было снято режиссёром Рио Хэкфордом в Джошуа Три. С октября 2007 клип стал доступен для просмотра.
Видео начинается с того, что Джош Хомме едет в знаменитую студию Rancho De La Luna. Там он, и другие участники группы Queens of the Stone Age, создают свои музыкальные инструменты. Затем они начинают исполнять песню посреди пустыни. В клипе также присутствуют кадры из концертных выступлений группы и обрывки интервью.
В версии песни, использованной в видео, гитарное соло короче, чем на альбомной.

## Список композиций
| №  | Название                         | Автор                | Длительность |
| -- | -------------------------------- | -------------------- | ------------ |
| 1. | «Make It wit Chu» (радио-версия) | Хомме, Йоханнес, Уин | 3:48         |
| 2. | «Needles in the Camel’s Eye»     | Брайан Ино           | 3:23         |
| 3. | «White Wedding»                  | Билли Айдол          | 3:52         |
| 4. | «Make It wit Chu» (видеоклип)    |                      | 4:22         |

| №  | Название                             | Автор                | Длительность |
| -- | ------------------------------------ | -------------------- | ------------ |
| 1. | «Make It wit Chu» (радио-версия)     | Хомме, Йоханнес, Уин | 3:48         |
| 2. | «Make It wit Chu» (альбомная версия) | Хомме, Йоханнес, Уин | 4:50         |

| №  | Название                             | Автор                | Длительность |
| -- | ------------------------------------ | -------------------- | ------------ |
| 1. | «Make It wit Chu» (альбомная версия) | Хомме, Йоханнес, Уин | 4:50         |
| 2. | «Needles in the Camel’s Eye»         | Брайан Ино           | 3:23         |

| №  | Название                           | Автор                | Длительность |
| -- | ---------------------------------- | -------------------- | ------------ |
| 1. | «Make It wit Chu» (акустик-версия) | Хомме, Йоханнес, Уин | 4:43         |
| 2. | «White Wedding»                    | Билли Айдол          | 3:52         |

## Участники записи
- Джош Хомме — вокал, бэк-вокал, гитара, родес-пиано
- Трой Ван Левен — гитара, бас-гитара, бэк-вокал
- Джои Кастильо — барабаны, перкуссия
- Ален Йоханнес — гитара (флажолет)
- Броди Даль, Крис Госс, Серрина Симс, Лиам Линч — бэк-вокал
- Стивен Маркуссен — мастеринг
- Morning Breath Inc. — дизайн обложки